# Wiesław Jasiński (działacz harcerski)
Wiesław Jasiński (ur. 1 stycznia 1932, zm. 24 maja 2018 w Sopocie) – harcmistrz Związku Harcerstwa Rzeczypospolitej, polski nauczyciel akademicki, instruktor harcerski, kawaler Krzyża Oficerskiego Orderu Odrodzenia Polski.

## Życiorys
Był pracownikiem Wydziału Mechanicznego Politechniki Gdańskiej – specjalistą w zakresie termodynamiki.
Był harcerzem i drużynowym w Ostrołęce, w 1957 roku został przewodniczącym Kręgu Starszoharcerskiego „Zodiak” w Gdańsku, gdzie był też współpracownikiem Józefa Grzesiaka. W latach 80 prowadził kursy instruktorskie w Kregu Instuktorów Harcerskich im Andrzeja Małkowskiego. Był członkiem Komitetu Założycielskiego ZHR. Był przewodniczącym Komisji Instruktorskiej i Kapituły Harcerza Rzeczypospolitej Pomorskiej Chorągwi Harcerzy ZHR, oraz członkiem Sądu Harcerskiego ZHR w latach 1989–1993.
Żonaty, wraz z żoną Ewą (harcmistrzynią ZHR) miał troje dzieci, doczekał się trzech wnuków.

## Odznaczenia
- Krzyż Oficerski Orderu Odrodzenia Polski (2008)[6]
- Krzyż Honorowy ZHR „Semper Fidelis (2015)[4]